# جيك بيرن
جيك بيرن (بالإنجليزية: Jake Byrne)‏ هو لاعب كرة قدم أمريكية أمريكي، ولد في 24 يناير 1990 في هاموند في الولايات المتحدة.

## وصلات خارجية
- جيك بيرن على موقع مرجع كرة القدم المحترفة.كوم (الإنجليزية)